# Бурем
Буре́м (фр. Bourem) — небольшой город и коммуна на юго-востоке Мали, на территории области Гао. Административный центр одноимённого округа.

## Географическое положение
Город находится в юго-западной части области, на левом берегу реки Нигер, на расстоянии приблизительно 943 километров к северо-востоку от столицы страны Бамако. Абсолютная высота — 242 метра над уровнем моря.

Коммуна имеет площадь 6294 км² и включает в себя 21 населённый пункт.

## Население
По данным Национального института статистики Мали (Institut national de la statistique), на 2009 год численность населения Бурема составляла 27 486 человек. В национальном составе представлены: сонгай, туареги, бамбара и бозо. Большинство верующих — мусульмане (сунниты и ваххабиты).
Динамика численности населения города по годам:
| 1976  | 1987  | 1998   | 2009   |
| ----- | ----- | ------ | ------ |
| 4 538 | 5 609 | 21 227 | 27 486 |

## Транспорт
В окрестностях города расположен небольшой одноимённый аэропорт (ICAO: GABR).